# The Homestretch
The Homestretch (br Tu Voltarás, Querida) é um filme estadunidense de 1947 do gênero "drama romântico", dirigido por H. Bruce Humberstone.
Além da coroação do Rei Jorge VI do Reino Unido (1937), o filme traz várias cenas de documentário sobre corridas de cavalos famosas em hipódromos como Ascot na Inglaterra, Palermo na Argentina, Santa Anita, Churchill Downs, Aqueduct, Hollywood Park,Belmont, Hialeah, Arlington e Saratoga, todas nos Estados Unidos.

## Elenco
- Cornel Wilde...Jock Wallace
- Maureen O'Hara...Leslie Hale
- Glenn Langan...Bill Van Dyke III
- Helen Walker...Kitty Brant
- James Gleason...Doc Kilborne
- Henry Stephenson...Dom Humberto Balcares
- Margaret Bannerman...Ellamae Scott
- Ethel Griffies...Tia Martha
- Tommy Cook...Pablo Artigo
- Edmund Cobb (não-creditado)

## Sinopse
Jock Wallace, filho de fazendeiro arruinado do Maryland e aficcionado por corridas de cavalos, fica sabendo que o proprietário de uma égua campeã faleceu e procura as herdeiras em Boston para lhes fazer uma proposta de compra, tendo como concorrente sua amiga rica Kitty Brant. As proprietárias não sabem do real valor do animal e aceitam vendê-lo por uma quantia irrisória mas Jock acaba pagando um preço justo quando conhece e se apaixona por uma delas, a bela Leslie Hale. Leslie está para se casar com um diplomata e viaja para Londres, mas Jock vai atrás dela e inscreve sua égua na corrida de Ascot. Leslie se apaixona por Jock mas o relacionamento enfrentará problemas com o modo de vida despreocupado e perdulário dele, além do assédio amoroso da rival dela, Kitty.